# 金田頼次
金田 頼次（かねだ よりつぐ）は、平安時代後期の武士。房総平氏の一族で、上総国長柄郡金田郷（現・千葉県長生村金田）の領主。

## 略歴
治承4年（1180年）8月、相模国三浦郡の武士・三浦氏は伊豆国で挙兵した源頼朝軍に加わるために出陣したが、頼朝が石橋山の戦いで敗走したため三浦郡へと引き返した。『源平盛衰記』によれば頼次の妻は三浦義明の娘だったらしく、このとき頼次は70騎ほどを率いて三浦勢に合流している。平家方らが三浦氏の籠もる衣笠城を攻めるとの風聞が立つと、頼次は和田義盛とともに城の西木戸に布陣して戦ったが、連戦で疲弊していた三浦勢は城から敗走することとなった（衣笠城合戦）。
寿永2年（1182年）12月、兄の上総広常が頼朝の命で謀殺されると頼次も蟄居が命じられた。翌年1月、広常の無実が認められて嫡子の康常への旧領継承が認められたが、頼次は病死した。